# Rosa Sensat i Vilà
|  | Per a altres significats, vegeu «Rosa Sensat (desambiguació)». |

Rosa Sensat i Vilà (el Masnou, Maresme, 16 de juny de 1873 - Barcelona, 1 d'octubre de 1961) va ser una mestra que contribuí al desenvolupament de l'escola pública catalana durant el primer terç del segle xx.

## Biografia
Era filla de Jaume Sensat i Maristany, capità de vaixell que va morir quan ella tenia nou anys, i de Josepa Vilà i Riera, brodadora. Ella, la seva mare i la seva àvia van subsistir fent brodats i puntes. Als deu anys va començar a preparar-se per l'examen de l'ingrés a l'Escola Normal i als dotze marxà cap a Barcelona per estudiar magisteri. Es va matricular al Col·legi Barcelonès, on es va preparar per als exàmens a l'Escola Normal. Com que a Barcelona no tenia on allotjar-se, Àngela Vallès, la directora del centre, la va allotjar a casa seva. D'aquesta manera es va convertir en la seva mestra i mentora i més tard en la seva sogra.
Ja amb la titulació de mestra superior, va estudiar a l'Escuela Central de Magisterio de Madrid. El seu primer destí fou a l'escola pública del Masnou i després a Girona, sempre al cicle de parvulari. La seva inquietud per aprendre la va portar a apropar-se a la Institución Libre de Enseñanza, a estudiar posteriorment a l'Institut Rousseau de Ginebra i a conèixer de prop les noves propostes pedagògiques en diverses escoles europees.
El 1900 va guanyar les oposicions de Labors a l'Escola Normal d'Alacant. Es casà el 1903 amb David Ferrer i Vallès, amb qui s'instal·là definitivament a Barcelona. El 1904 va néixer la seva filla Àngels. Treballà a l'Escola de Sant Martí de Provençals durant tres anys i el 1908 esdevé mestra de l'escola unitària de la Diagonal. Visita escoles renovades d'Alemanya i s'entusiasma amb els nous enfocaments de la pedagogia activa. El 1912 és becada per la Junta de Ampliación de Estudios per conèixer l'avantguarda educativa de Bèlgica, Suïssa i Alemanya.
Desenvolupà una intensa tasca divulgadora dels nous corrents educatius, i la seva capacitat organitzadora la va portar a ser la primera directora de l'Escola de Bosc, a la secció de nenes, càrrec que ocupà entre 1914 i 1930. L'Escola de Bosc fou la primera escola a l'aire lliure de Catalunya, seguint el corrent higienista del moment, atenent així la greu mancança de salut de bona part de la infància. Situació que permeté crear una escola al marge de la gestió estatal. En aquest marc, Rosa Sensat va poder plantejar unes formes de treball basades en les pautes dels avenços de la pedagogia i de la psicologia evolutiva, fortament lligades als plantejaments activistes i especialment al mètode de centres d'interès i globalització de Decroly i a l'educació funcional de l'Escola de Ginebra. El seu llibre Vers una escola nova és un recull de les realitzacions i experiències de l'Escola de Bosc i un bon exemple de l'actitud d'anàlisi i reflexió sobre les pràctiques i activitats. L'Escola de Bosc esdevindria un model d'educació activa, on el joc i el treball eren «el més eficaç agent d'educació», en paraules de la mestra. L'Escola de Bosc és una de les més belles mostres del projecte noucentista de realitzar una profunda transformació moral, social i cultural de la societat catalana per mitjà de l'educació.
A part de la seva vinculació a entitats professionals com la Federació de Mestres Nacionals de Catalunya, participà en empreses de gran calat educatiu com ara el programa de publicació de textos escolars en català de l'Associació Protectora de l'Ensenyança Catalana. Aquesta obra editorial encara impressiona, a hores d'ara, per la qualitat i la bellesa dels seus textos. Donà diversos cursos i conferències als estudis normals de la Mancomunitat, a les Escoles d'Estiu i a l'Institut de Cultura i Biblioteca Popular de la Dona. Participà en importants congressos com el I Congrés Nacional d'Ensenyament Primari a Barcelona (1909), el III Congrès International d'Enseignement Ménager, a París (1922), i el Congrès des Écoles Nouvelles, a Niça (1932).
Posteriorment, des del 1930 fins al 1938, va ser directora del Grup Escolar Milà i Fontanals, del Patronat Escolar de Barcelona. Un gran centre escolar adreçat a l'educació de la infància de Ciutat Vella, un dels barris més humils i densament poblats de Barcelona. Manuel Ainaud, que coordinava l'àrea d'educació de l'Ajuntament de la ciutat, li demanà que posés la seva experiència i voluntat de renovació pedagògica al servei d'impulsar la vida i l'activitat d'aquell gran centre, que aplegava 1.200 alumnes i una quarantena de mestres. Hi portà plantejaments renovadors i instal·là una cultura de treball dels mestres en equip i la participació de l'alumnat en la marxa de l'escola. Durant la guerra civil, les dificultats de salut de la seva família i el desacord amb la política educativa del govern de la Generalitat la portaren a demanar la jubilació voluntària el març de 1938. Amb la victòria dels sublevats franquistes és depurada i sancionada amb la jubilació forçosa pocs dies abans de l'obligatòria per la seva ideologia propera a l'Escola Nova, la catalanitat i el progressisme social. Fet que comporta una dura represàlia econòmica.
Per haver desenvolupat una important tasca a Catalunya, tant a nivell de divulgació de nous corrents i experiències, com per la seva capacitat d'organització de centres escolars, es va posar el seu nom a l'Escola de Mestres Rosa Sensat, en ser fundada el 1965 per part del col·lectiu de mestres, liderats per Marta Mata i Garriga.

## Principis pedagògics[6]
Els principis pedagògics de Rosa Sensat passen pel respecte integral a la persona, la integració del joc al currículum i el gaudi estètic. Usava els fets quotidians per a ensenyar els continguts escolars, lluny d'academicismes. Pensava que la base de l'educació sorgeix a les etapes d'infantil i primària i que per això calia una bona formació dels mestres, per poder dotar tots els alumnes amb les eines necessàries per a seguir aprenent. Basant-se en les aportacions de John Dewey, Ovide Decroly i Édouard Claparède, la seva pedagogia es fonamenta en l'anàlisi i la reflexió crítica sobre la feina escolar de cada dia, com mostren els seus Diaris d'escola. Una síntesi de la seva concepció de l'educació i de l'escola la podem trobar en els "Principis fonamentals de l'actuació de l'escola" que inspiraren l'Escola de Bosc:
1. El coneixement de l'infant i el respecte a la seva personalitat i dels seus drets han de ser els eixos sobre els quals s'ha de recolzar tota l'acció educativa.
2. L'infant ha de ser considerat el centre de tot el sistema educatiu.
3. La vida en plena natura és un factor essencialíssim d'una cultura integral.
4. La salut i la força física són condició indispensable i pròpia de tota adquisició de forces intel·lectuals.
5. S'ha de posar l'infant en contacte directe amb les formes de la vida, amb la natura i amb el treball humà per tal que adquireixi nocions dels éssers i les coses de forma directa.
6. Programa restringit, una limitació d'hores d'estudi i una metodologia adequada per obtenir un rendiment màxim amb un mínim d'esforç intel·lectual.
7. Preocupació constant i preferent per la millora de l'infant com a ésser moral, formant el seu caràcter i desenvolupant-li la individualitat, alhora que els seus sentiments socials i patriòtics.
8. Disciplina familiar, de manera que la vida de l'escola sigui imatge veritable de la vida de la llar domèstica.

## Pedagoga feminista[7]
Una de les dimensions més interessants de Rosa Sensat és la seva acció en pro de l'educació com a eina de dignificació i empoderament de la dona, en paral·lel a altres educadores coetànies com Carme Karr o Leonor Serrano. Aquest és un despertar impulsat per dones de classe mitjana i cultes a qui el fet de tenir una professió les ha fet econòmicament i socialment autònomes. Són lluny de la radicalitat de les sufragistes britàniques però no dubten en reclamar la igualtat de drets entre sexes.

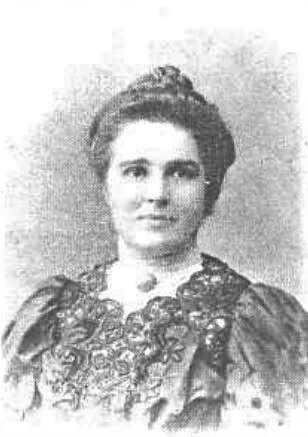
Retrat de Rosa Sensat que publicà la revista Feminal el 1909.

Sensat és molt conscient de la debilitat i l'explotació en què viuen les dones obreres i treballadores del seu temps. El seu alliberament passa per l'educació, per tal de dotar-les dels coneixements i les habilitats que les portin a la seva plenitud com a persones i com a ciutadanes actives. Conscient de les circumstàncies adverses i del patriarcat dominant, veu el camí educatiu com el més útil i eficaç per caminar vers l'assoliment de l'objectiu. Aquest és un plantejament de reforma social molt estès entre el feminisme europeu del moment, tanmateix no absent de contradiccions.
En aquesta línia iniciarà la renovació de l'ensenyament domèstic o emprendrà la seva difusió a través del Curs Normal d'Ensenyament Tècnic per a Mestresses, de 1921, que organitzarà l'Ajuntament de Barcelona adreçada a les mestres.
L'obra d'educació feminista més notable de Rosa Sensat és l'Institut de Cultura i Biblioteca Popular de la Dona, fundat el 1909 per Francesca Bonnemaison, un espai per a dones concebut i gestionat per dones. Rosa Sensat fou la creadora i l'ànima del seu actiu i progressiu pla de formació, de 1921, per assolir la nova dona a què la institució aspirava.

## Reconeixements
Segons la base de dades obertes de noms de carrers de 2021, hi ha gairebé 40 carrers o places a Catalunya dedicades a Rosa Sensat.

## Publicacions
- Diaris de Rosa Sensat i Vilà (1914-1928).[9]
- Colonias escolares. Conversaciones pedagògicas(1918). En col·laboració amb A. Monroy
- Escoles a l'aire lliure del Parc de Montjuïc. Barcelona: Ajuntament de Barcelona, 1921
- Discurs de l'acte inaugural del curs 1922-1923. Institut de Cultura i Biblioteca Popular de la Dona(1922)
- Rapport de la directrice et professeur du curs Rosa Sensat présenté au IIIème Congrès d'Enseignement Ménager (1922)
- Les ciències en la vida de la llar (1923)
- Cómo se enseña la economía doméstica (1927)
- Hacia la nueva escuela (1934). Vers la nova escola (1979 i 1996)